# Beats Vol. 1: Amor
Beats Vol. 1: Amor é o terceiro álbum de Sam The Kid. Editado em 2002 pela Loop Recordings, o disco foi um dos primeiros álbuns de hip-hop instrumental editados em Portugal.
Sam The Kid idealizou o álbum como a banda sonora da história de amor entre os seus pais. A capa foi desenhada por Cesária Martins, que trabalhou com base em fotografias do casal selecionadas por Sam The Kid.

## Sampling
O álbum foi inteiramente gravado num sampler AKAI MPC 2000. O registo é uma manta de retalhos que inclui jazz, soul, hip-hop, música portuguesa e MPB, mas também uma variedade de outros sons. Além de excertos de filmes pornográficos, telenovelas e outro material televisivo, o álbum inclui gravações de momentos privados do quotidiano do artista, como telefonemas pessoais ou até o próprio bater do coração.
A utilização de samples ao longo do disco deu origem ao primeiro caso judicial em Portugal centrado nesta técnica de produção musical: Victor Espadinha processou Sam The Kid pelo uso de um sample da sua voz no tema "Sedução". A fase de instrução deu razão a Sam The Kid e à Loop, tendo o juiz declarado que o trecho usado (uma frase proferida num programa televisivo) não estava protegido por direito de autor, podendo ser usado livremente.

## Impacto e reconhecimento
O álbum tem sido reconhecido como um dos álbuns mais importantes da música portuguesa do século XXI. Em 2005, foi incluído na antologia 231 Discos Para um Percurso pela Música Urbana em Portugal, um livro com a coordenação de Henrique Amaro. Em 2009, integrou a lista dos 25 álbuns portugueses mais importantes dos últimos 40 anos para a revista Blitz.

## Alinhamento
| N.º            | Título                    | Duração |  |
| 1.             | "Beleza"                  | 4:46    |  |
| 2.             | "O Keu Kero"              | 4:03    |  |
| 3.             | "Sedução"                 | 3:56    |  |
| 4.             | "Vem"                     | 4:30    |  |
| 5.             | "Eternamente Hoje"        | 4:33    |  |
| 6.             | "Alma Gémea"              | 4:44    |  |
| 7.             | "A Fundação."             | 4:23    |  |
| 8.             | "Fogo Sem Chama"          | 3:09    |  |
| 9.             | "Lances"                  | 3:29    |  |
| 10.            | "A Manhã Seguinte"        | 4:30    |  |
| 11.            | "Até Um Dia"              | 3:49    |  |
| 12.            | "Arrependimento"          | 3:29    |  |
| 13.            | "Memórias"                | 3:35    |  |
| 14.            | "Quando A Saudade Aperta" | 3:16    |  |
| 15.            | "Eu e tu"                 | 4:28    |  |
| 16.            | "Recaída"                 | 2:50    |  |
| 17.            | "O Amor Não Tem Fim"      | 1:04    |  |
| Duração total: | Duração total:            | 61:14   |  |